# Трохоида

Трохоида (од грчке речи за точак) је крива коју описује једна фиксна тачка на кругу, док се тај круг котрља низ праву линију. Циклоида је из породице трохоида. Жил Персон де Риберва је први који је употребио израз „трохоида“.

## Основни опис
Како се круг радијуса {\displaystyle a} котрља без проклизавања низ линију {\displaystyle L}, центар {\displaystyle C} датог круга се креће паралелно у односу на {\displaystyle L}, и свака друга тачка {\displaystyle P} у ротирајућој равни круга који се креће, исцртава криву која се назива трохоида. Нека је {\displaystyle CP=b}. Параметарске једначине трохоиде чије је L x-оса су:
{\displaystyle x=a\theta -b\sin(\theta )\,}
{\displaystyle y=a-b\cos(\theta )\,},
где је {\displaystyle \theta } променљиви угао, кроз који се круг котрља.

## Скраћена, обична и продужена трохоида
Ако се {\displaystyle P} налази унутар круга ({\displaystyle b} < {\displaystyle a}), на самом кругу ({\displaystyle a} = {\displaystyle b}), или ван њега ( {\displaystyle b} > {\displaystyle a} ), трохоида је тада описана као скраћена, обична, односно продужена трохоида. Скраћена трохоида се оцртава педалом када се бицикл вози низ праву линију. Продужена трохоида се оцртава врхом лопатице када се брод, кога покреће точак са лопатицама, креће константном брзином. Ова крива садржи петље. 
Обична трохоида, која се још назива циклоида, има врхове тамо где {\displaystyle P} дотакне {\displaystyle L}.